# Pandelleia otiorrhynchi
Pandelleia otiorrhynchi là một loài ruồi trong họ Tachinidae.